# Pecluma filicula
Pecluma filicula là một loài thực vật có mạch trong họ Polypodiaceae. Loài này được (Kaulf.) M.G. Price miêu tả khoa học đầu tiên năm 1983.